# 마울렌 마미로프
마울렌 사팀바예비치 마미로프(카자흐어: Мәулен Сатымбайұлы Мамыров 매울렌 사틈바이울르 마므로프, 러시아어: Мауле́н Сатымба́евич Мамы́ров, 1970년 12월 14일~)는 카자흐스탄의 레슬링 선수, 지도자, 정치인, 체육행정인이다. 올림픽에 2회 참가하여 1996년 하계 올림픽 남자 자유형 플라이급에서 동메달을 획득했다. 또한 세계 선수권 대회에서 동메달 1개, 아시안 게임에서 금메달 1개, 동메달 1개, 아시아 선수권 대회에서 금메달 1개를 획득했다.